# Biolith
Als Biolithe (von griechisch bios, „Leben“ und lithos, „Stein“) werden biogene Sedimente und Sedimentgesteine bezeichnet, die zu größten Teil aus den Resten von Tieren (als Zoolithe) oder Pflanzen (als Phytolithe) bestehen. Unterteilt werden sie petrografisch nach dem Paläobotaniker und Erdölgeologen Robert Potonié (1889–1974) in brennbare Biolithe, Kaustobiolithe genannt, und nicht brennbare, als Akaustobiolithe bezeichnetes Gestein.
Zu den Kaustobiolithen gehören beispielsweise Kohlengestein, Faulschlammgestein wie Kupferschiefer und Harze. Akaustobiolithe sind unter anderem Radiolarit (Kieselschiefer) und Muschel- und Korallenkalk.

## Kaustobiolithe
zu den sogenannten Humolithen gehört: 
- Torf aus Hoch- und Flachmooren
- Braunkohle
- Steinkohle

sogenannte Sapropelite sind: 
- Sapropel
- Gyttja
- Kupferschiefer
- Bogheadkohle

unter Liptolithen versteht man: 
- Harze
- Bernstein

## Akaustobiolithe
Kalkgesteine in diesem Sinne sind: 
- Seekreide
- Riffkalk
- Schillkalkstein
- Kalktuffe
- Oolithe
- Onkolithe

Erze: 
- Weißeisenerz
- See-Erz
- Minette
- Silikolithe (Gurgesteine):
- Kieselgur
- Radiolariengur
- Hornstein

Biopelite (Schlickgestein): 
- Wattenschlick
- Mangrovenschlick
- Flyschtone
- Wellenkalk